# Кэйбл, Гленн
Гленн Кэйбл (англ. Glenn Kable; 4 мая 1963 года) — фиджийский стрелок, выступающий в дисциплине трап. Участник трёх Олимпийских игр, чемпион Океании.

## Карьера
Гленн Кэйбл начал заниматься спортивной стрельбой в 1988 году, в 1999 году пробился в состав национальной сборной Австралии и даже принял участие в чемпионате мира 1999 года, который проходил в финском Тампере. Он выполнил квалификационный норматив на Игры в Сиднее, но не был включен в окончательный состав.
После этого он создал фиджийскую федерацию стрельбы и начал представлять на международных стартах эту страну. 2001 год стал для Кэйбла самым успешным в карьере. В первом старте под фиджийским флагом он добыл золото этапа Кубка мира в Сеуле, в том же году выиграл серебро этапа в Лонато и поднялся на 5 место в мировом рейтинге стрелков.
В 2004 году Гленн дебютировал на Олимпиаде. В квалификационном раунде он набрал 111 баллов из 125 и замкнул тридцатку лучших. Четыре года спустя занял 13 место со 115 поражёнными мишенями. Для попадания в финальный раунд ему не хватило четырёх точных выстрелов. На лондонских Играх набрал 117 баллов, но с этим результатом не прошёл даже в двадцатку лучших, став 23-м.
Лучшим результатом фиджийского стрелка на чемпионатах мира является 20-е место на первенстве мира 2005 года. Гленн Кэйбл является многократным победителем Тихоокеанских игр. В 2011 году стал чемпионом Океании, а год спустя выиграл открытый чемпионат Австралии, победив всех бывших соотечественников.